# Živica, Požarevac
Živica (Живица), pronunțat în limba română Jivița, este un sat situat în partea de est a Serbiei, în Districtul Braničevo. Aparține administrativ de comuna Požarevac. La recensământul din 2002 localitatea avea 728 locuitori.